# انسان نالدی
انسان نالِدی یا هومو نالِدی با نام علمی Homo naledi گونه‌ای منقرض‌شده از سردهٔ انسان‌تباران است که برای نخستین‌بار در سپتامبر ۲۰۱۵ توسط انسان‌شناسان تعریف شد و به سردهٔ انسان امروز نسبت داده شد که بقایای ۱۵۵۰ قسمت از آن به همراه ۱۹۰ دندان در اتاق نالدی؛ یکی از اتاق‌های غار ستاره رو به اوج در آفریقای جنوبی در محدوده‌ای که گهوارهٔ نوع بشر نام گرفته پیدا شده، نالدی از سرده انسان است.
هرچند ویژگی‌های قدمتی اسکلت (حجم جمجمه، اندازه دست‌وپا) در این فسیل‌ها، نشان از حدود دو ونیم میلیون سال قدمت داشت، در سال ۲۰۱۷ قدمت این فسیل‌ها ۲۵۰۰۰۰ سال تخمین زده شد. خبر کشف این فسیل‌ها در سپتامبر ۲۰۱۵ میلادی منتشر شد. استخوان‌های فسیلی در این غار شامل استخوان‌های ۱۵ نفر از افراد مختلف است که به نظر می‌رسد از نزدیکان مرتبط بوده‌اند. نشانه‌هایی از وجود تعمد در سپردن یا قرار دادن افراد در غار موجود است، که عمل مراسم دفن را که قبلاً برای گونه‌های انسان‌های اولیه مستند نشده بود نشان می‌دهد. کاشفان می‌گویند استخوان‌ها نشان دهندهٔ یک گونهٔ جدید در جنس انسان هستند، در حالی که سایر کارشناسان تجزیه و تحلیل بیشتری را قبل از پیشنهاد قطعی چنین فرضیه‌ای پشتیبانی و توصیه می‌کنند. این کشف از نظر کمیت نیز در تاریخ کشف فسیل‌های انسانی در آفریقای جنوبی بی‌سابقه است.
انسان نالدی را می‌توان حد فاصل یا پل بین انسان نماهای پیشرفته‌تر و نخستین‌های دو پا محسوب کرد. دانشمندان هومونالِدی را نزدیک‌ترین خویشاوند به انسان‌مدرن می‌دانند، تا جایی که آنان را گونه‌ای منقرض شده از انسان‌ها قلمداد کرده‌اند و تبار زوال یافته انسان مدرن دانسته‌اند.

## ریشهٔ نام‌گذاری
نالدی در زبان تسوانا، که یکی از زبان‌های محلی آفریقای جنوبی است، «ستاره» معنی می‌دهد.

## محل کشف

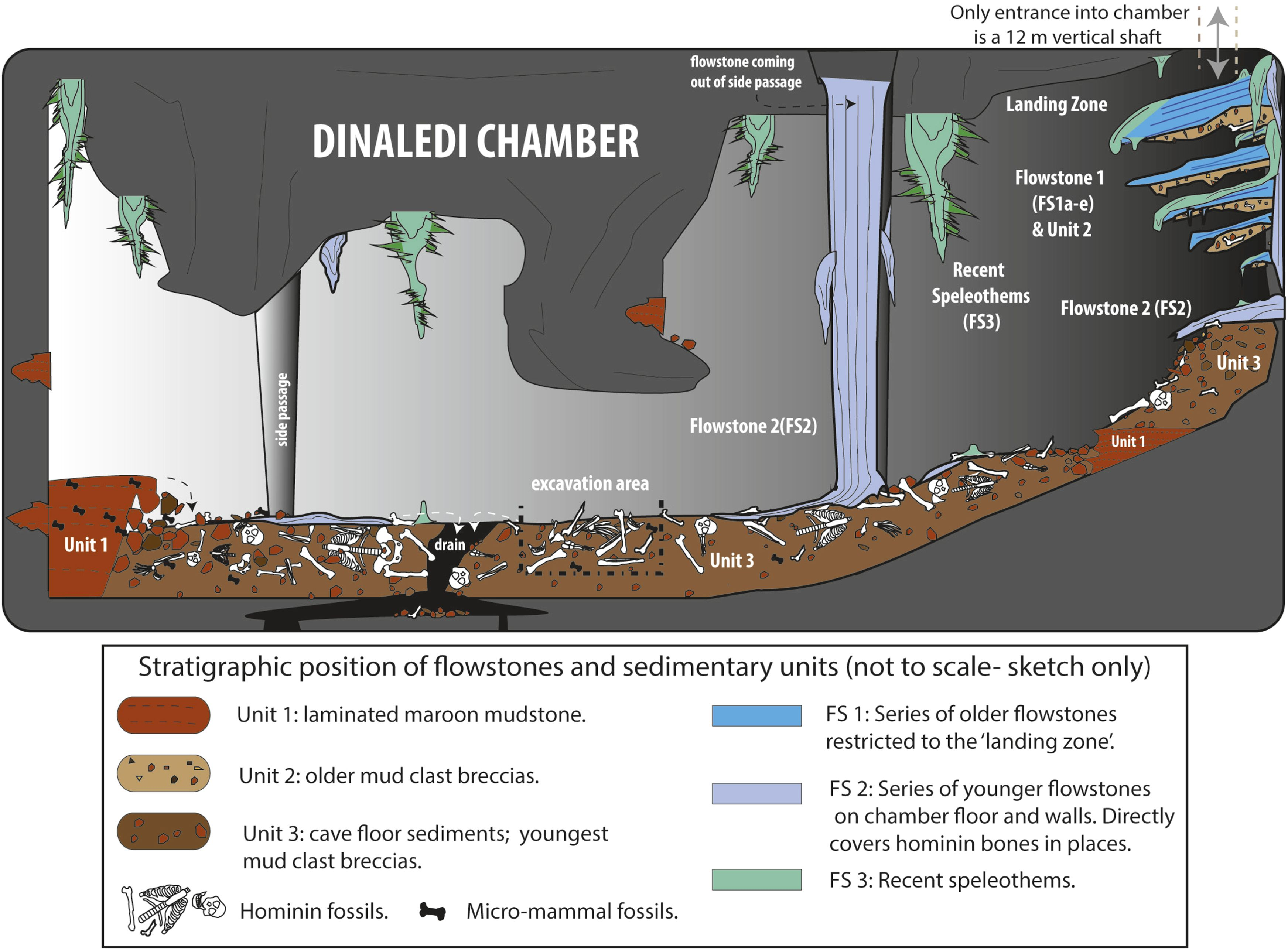
اتاقک دینالِدی درون غار ستاره رو به اوج، جایی که انسان نالِدی در آن کشف شد.

پژوهشگران برای دسترسی به استخوان‌ها ناگزیر شدند از شکافی باریک در انتهای یک غار واقع در ۵۰ کیلومتری ژوهانسبورگ عبور کنند و سپس وارد اتاقکی در ژرفای ۴۰ متری زمین شوند. از آنجا که شکاف ورودی این محل بسیار باریک بود، ناگزیر چند پژوهشگر زن باریک اندام‌تر وارد این محل شدند و در نور چراغ‌هایی که همراه آنان فرستاده شده بود به کاوش پرداختند. پس از بیست و یک روز کاوش، آنان بیش از یکهزار و پانصد قطعه استخوان متعلق به دست کم پانزده فرد از جنس مذکر و مؤنث را کشف کردند که به نظر می‌رسد در سنین مختلف، از نوزادی تا سالخوردگی، مرده‌اند. پیش‌بینی می‌شود که استخوان‌های بیشتری در این محل پیدا شود. این فسیل‌ها شامل جمجمه، آرواره، استخوان‌های قفسهٔ سینه، دندان‌ها، تقریباً تمام استخوان‌های یک پای کامل، و یک دست و گوش میانی هستند.
در استخوان‌های یافت شده هیچ اثری از لاشخوران و درندگان دیده نمی‌شود و به گفتهٔ دانشمندان عوامل طبیعی مانند جانوران یا جریان آب نمی‌توانسته مردگان را به درون حفره‌های غار منتقل کرده باشد. همه چیز حاکی از آن است که مردگان را طی مراسمی در آن حفره‌ها قرار داده‌اند. بقایای اندک فسیل‌های دیگری که در این حفره‌ها پیدا شده به موش‌ها یا پرندگان تعلق دارد که تصادفاً وارد این حفره‌ها شده‌اند. پژوهشگران سناریوهای مختلفی را در نظر گرفته‌اند، برای نمونه مرگ جمعی، یا جانور درنده‌ای ناشناخته، یا مرگ تصادفی در یک تله مرگ‌بار؛ ولی همه این امکانات سپس منتفی اعلام شده و دانشمندان به این نتیجه رسیده‌اند که مردگان تعمداً در آنجا قرار داده شده‌اند.

## ویژگی‌ها
آنچه که کشف این استخوان‌ها را جالب‌تر جلوه می‌دهد، یافت شدن آن‌ها در اتاقکی در عمق زمین است که دسترسی به آن آسان نبوده‌است. به همین جهت این احتمال مطرح شده‌است که محل یافت استخوان‌ها شاید نوعی «حجره تدفین» یا آرامگاه برای قرار دادن اجساد مردگان بوده باشد. پیدا شدن این استخوان‌ها باهم می‌تواند وجود رفتار نمادین آنان را نشان دهد. در چنین صورتی، انسان نالدی قادر به اندیشیدن، درک و آفرینش نمادها بوده و نوعی رفتار مناسکی داشته‌است در حالی که تا کنون نظر بر این بوده که چنین ویژگی‌هایی تنها در طول دویست هزار سال گذشته و با تکامل انسان امروزی شکل گرفته‌است. با توجه به محل یافت حدس زده می‌شود که مردگان تعمداً در آن محل قرار داده شده‌اند. معنای آن این است که این انسان‌ها مراسمی خاص برای مردگان خود داشته‌اند. مراسم خاکسپاری مردگان مراسمی است که فقط انسان مدرن هومو ساپینس آن را به جا می‌آورده‌است.

### ویژگی‌های ساختاری

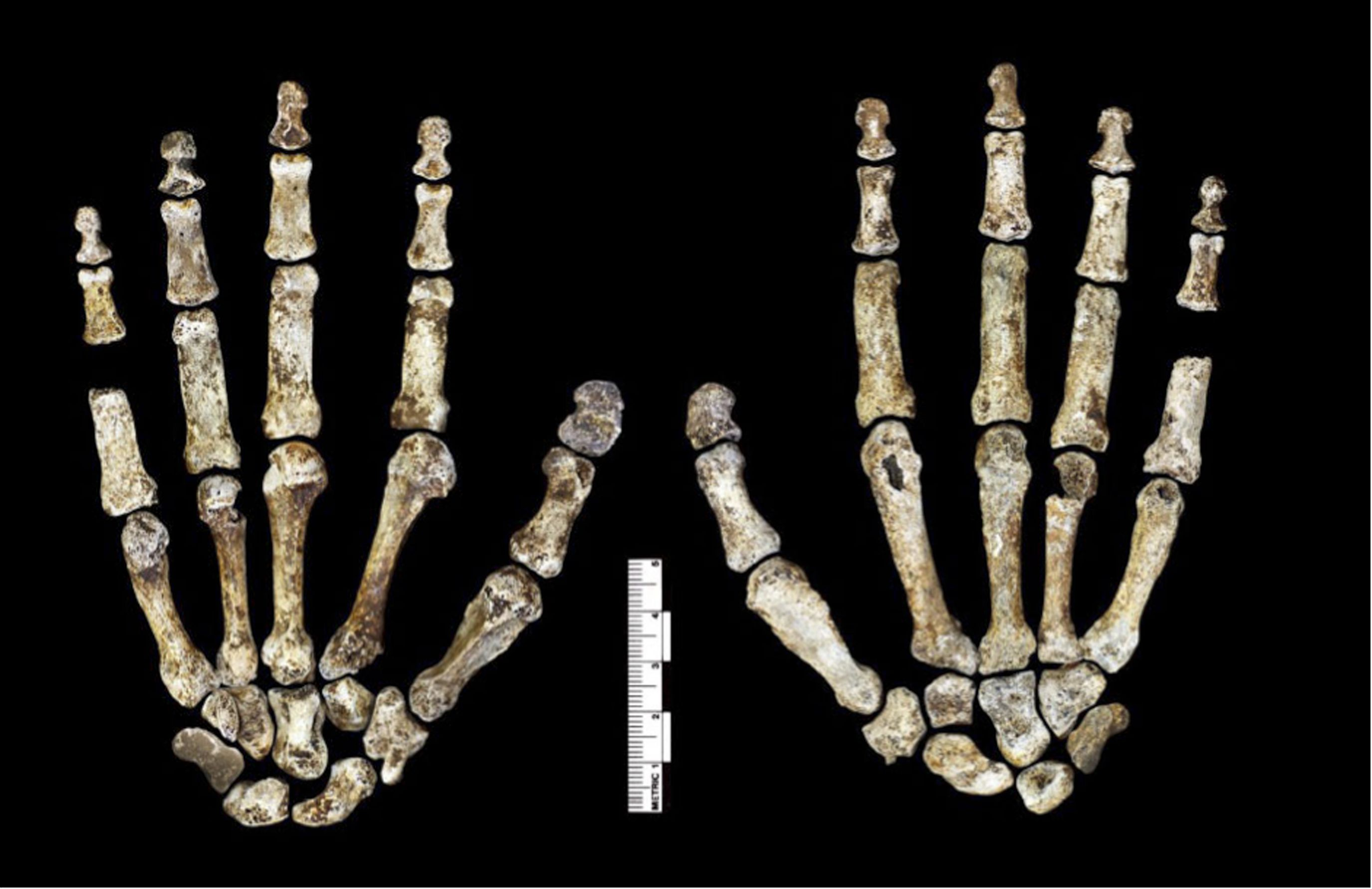
نمای پشت و روی دست

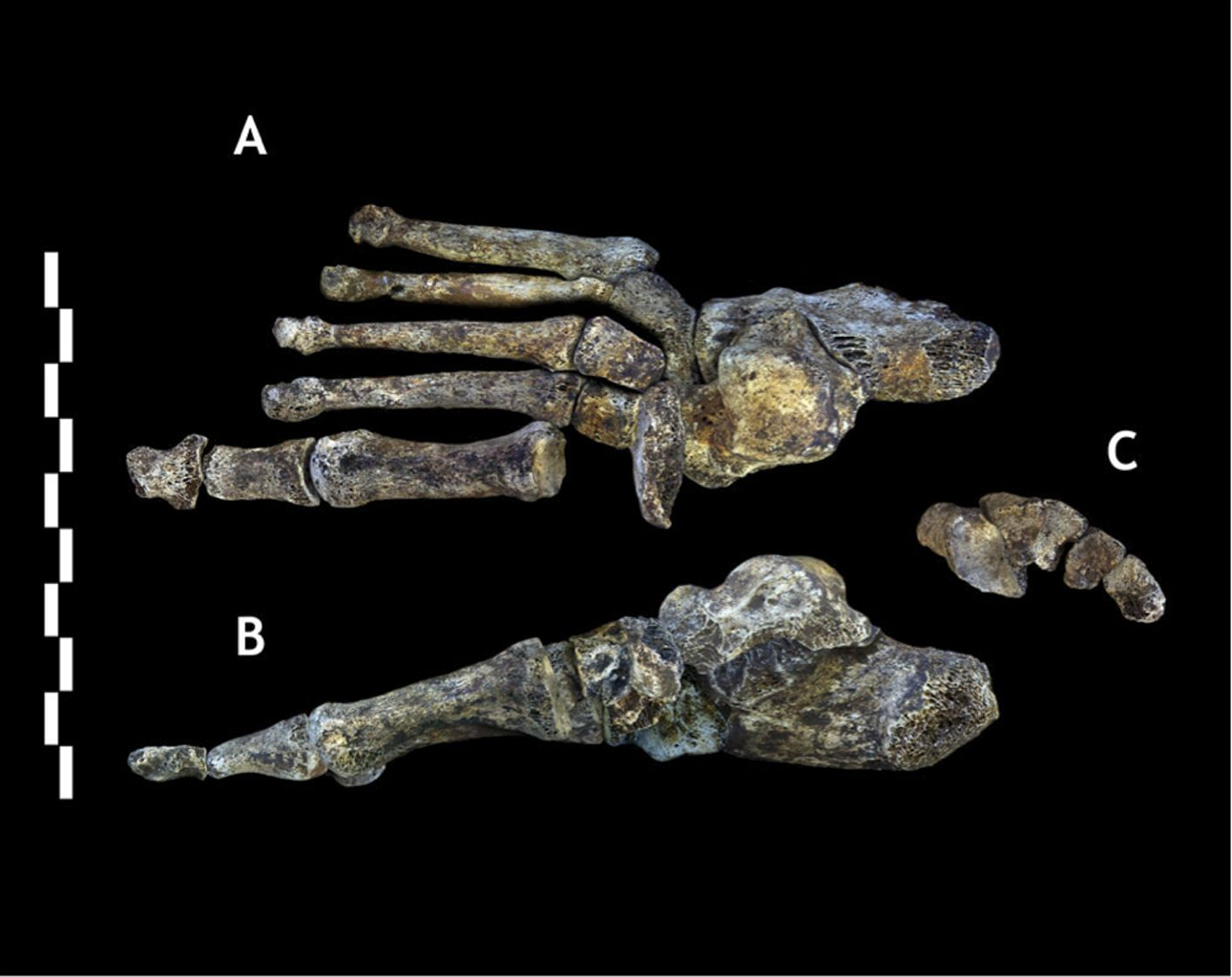
پای انسان نالِدی

این گونهٔ تازه یافته‌شده به داشتن وزن و قامتی مانند «انسان‌های با اندام کوچک» ولی با حجم کم‌تر جمجمه نسبت داده شده‌اند، مانند جنوبی‌کپی‌ها و مورفولوژی با ریخت جمجمه‌ای شبیه به گونه‌های انسان اولیه. آناتومی اسکلتی آن‌ها ترکیبی است از ویژگی‌های ابتدایی جنوبی‌کپی‌آسا‌ها (استرالوپیتکین) با ویژگی‌های شناخته شده از انسانیان.
ترکیب ویژگی‌های کالبدشناختی انسان نالدی آن را از همهٔ انواع انسان‌هایی که تا کنون شناخته شده بود متمایز می‌کند. قد انسان نالدی یک و نیم متر بوده و وزن‌اش به حدود ۴۵ کیلوگرم می‌رسیده‌است. این موجود اندامی بسیار ظریف داشته و بزرگی مغز آن به اندازه یک پرتقال بوده‌است. جمجمه، دندانها و لگن خاصره انسان نالدی شبیه کهن‌ترین نمایندگان نوع انسان یعنی «هومو هبیلیس» است، ولی شانه‌هایش بیشتر به میمون‌های انسان‌نما شبیه است. اما به گفته فسیل‌شناسان انسان نالدی ویژگی‌های انسان امروزی زیادی نیز دارد. برای نمونه پاهای آن کاملاً به انسان‌های امروزی شبیه است. دست‌های آن نیز از کارایی برخوردار بوده و می‌توانسته از ابزار استفاده کند. از سوی دیگر کجی انگشتان آن نشان می‌دهد که این موجود می‌توانسته از درختان بالا برود.

#### دست‌ها و پاها
در غار محل کشف تقریباً ۱۵۰ نمونه استخوان دست، از جمله دست راستِ تقریباً کامل متعلق به یک موجود بزرگسال و همچنین ۱۰۷ استخوان پا از جمله استخوان‌های سالمِ پای راستِ یک موجود بزرگسال یافت شد. هومو نالدی نه فقط دربرداشتن گام‌های راحت بر زمین، بلکه در بالا رفتن از درخت ماهر بوده‌است. پاهای این موجود آشکارا مخصوص پیاده‌روی است، درحالی که دستانش با انگشتانی قوسدار، مناسب گرفتن و آویختن از شاخه‌ها بوده اما حتی دستان این موجود هم نمایانگر درجه‌ای از پیشرفت و نوین شدن است که فقط در گونه‌های اخیرتر هومو، مثل انسان امروزی و نئاندرتال‌ها، مشهود است. ویژگی‌هایی که بخصوص در مچ می‌بینیم، پیشتر فقط در نئاندرتال‌ها و انسان امروزی دیده شده که برای استفاده از ابزار است.
پاهای انسان نالدی هم مثل دستانش تا حدود زیادی مثل انسان امروزی دارای شکل و ظاهری کاربردی و مدرن است. به عبارت دیگر این نشان می‌دهد که نالدی در پیاده‌روی مهارت داشته، اما درست مثل دست‌ها، قوس بندهای انگشتان پا متفاوت از انسان است. نالدی تا حدود بسیار زیاد موجودی دو پا بوده‌است که روی زمین خیلی راحت گام برمی‌داشته‌است. پژوهشگران با مطالعهٔ صدها استخوان می‌گویند که این گونه انسانی مانند انسان‌های امروز استخوان شصت دست بلندی داشته که در چرخهٔ تکامل، بعدها به ابزاری مهم برای تمایز انسان‌ها از شامپانزه‌ها بدل شد. البته پاهای گرد این فسیل بسیار با پاهای انسان امروزی متفاوت است. پاهای گرد در بالارفتن و زندگی بر روی درخت کارامد داشته تا زندگی بر روی زمین.